# Vilatán (Saviñao)
Vilatán (llamada oficialmente San Xoán de Vilatán) es una parroquia y una aldea española del municipio de Saviñao, en la provincia de Lugo, Galicia.

## Límites
Limita con las parroquias de Piñeiro al norte, Marrube al este, Freán al sur, y Laxe al oeste.

## Organización territorial
La parroquia está formada por dos entidades de población:
- As Carrasqueiras
- Vilatán

## Demografía

### Parroquia
| Gráfica de evolución demográfica de Vilatán (parroquia) entre 2000 y 2021 |
|                                                                           |
| Datos según el nomenclátor publicado por el INE.                          |

### Aldea
| Gráfica de evolución demográfica de Vilatán (aldea) entre 2000 y 2021 |
|                                                                       |
| Datos según el nomenclátor publicado por el INE.                      |